# Caßlauer Wiesenteiche
Koordinaten: 51° 17′ 10″ N, 14° 17′ 7″ O

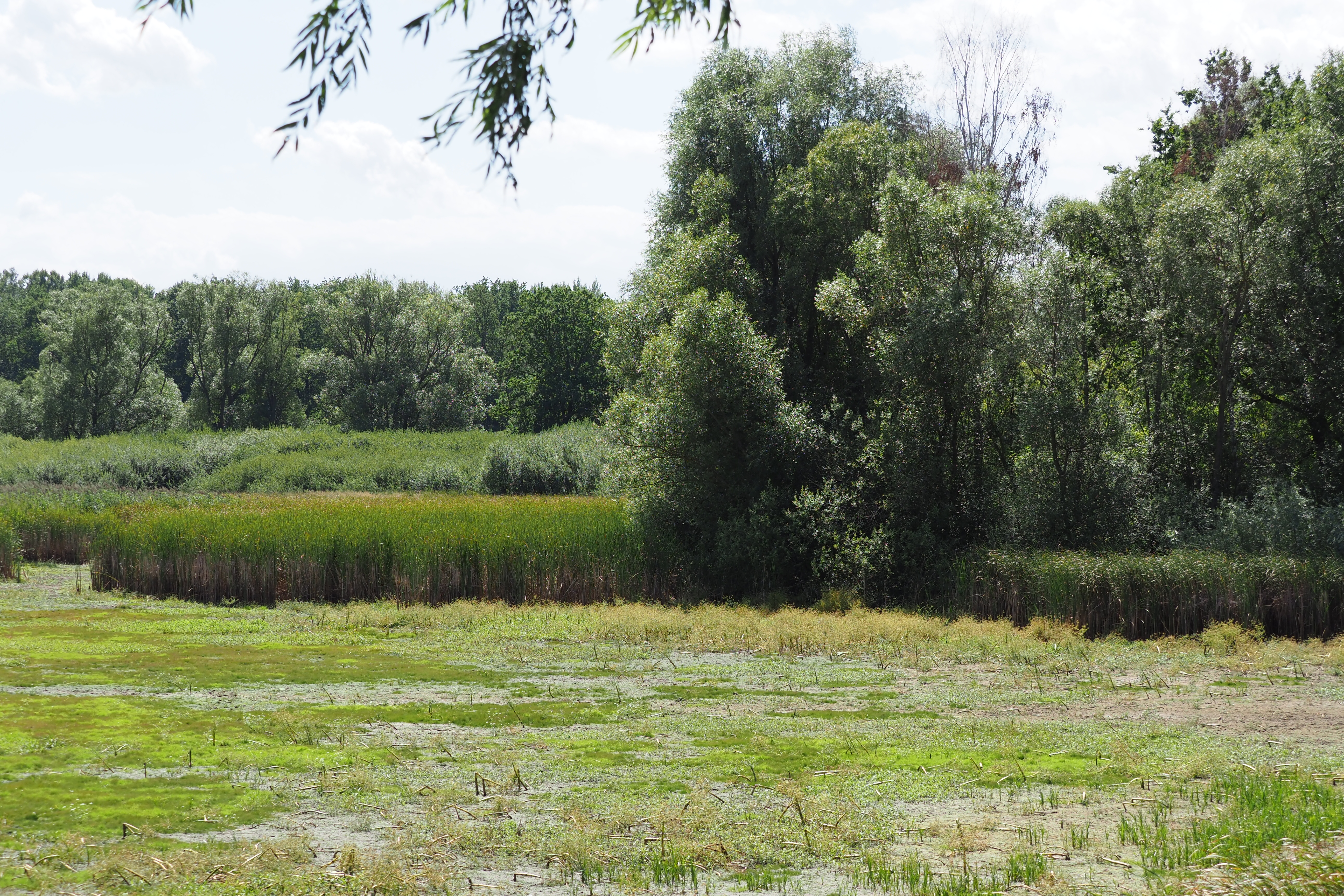
Naturschutzgebiet Caßlauer Wiesenteiche (August 2019)

Das Naturschutzgebiet Caßlauer Wiesenteiche, obersorbisch Koslowske łučne haty, liegt im Landkreis Bautzen in Sachsen. Es erstreckt sich nordöstlich von Caßlau, einem Ortsteil der Gemeinde Neschwitz. Nordwestlich des Gebietes verläuft die S 101 und südlich die Kreisstraße K 7285.

## Bedeutung
Das rund 40,2 ha große Gebiet mit der NSG-Nr. D 09 wurde im Jahr 1989 unter Naturschutz gestellt.